# Stadl-Predlitz
Stadl-Predlitz ist seit 2015 eine Gemeinde im Bezirk Murau in der Steiermark. Sie entstand im Rahmen der Gemeindestrukturreform in der Steiermark
aus den mit Ende 2014 aufgelösten Gemeinden Stadl an der Mur und Predlitz-Turrach.

## Geografie
Stadl-Predlitz liegt im Oberen Murtal in den Gurktaler Alpen, direkt an der Landesgrenze zum Land Salzburg. Das Tal der Turrach, die bei Predlitz von rechts in die Mur mündet, gehört vollständig zur Gemeinde, einschließlich der Turracher Höhe an der Grenze zu Kärnten. Ein weiterer Nebenbach der Mur, ebenfalls von rechts kommend, ist der Paalbach, dessen Tal Stadl an der Mur mit der Flattnitz verbindet.
Das Dreiländereck der Länder Salzburg, Kärnten und der Steiermark liegt am Königstuhl. Höchster Berg der Gemeinde ist der Eisenhut.

### Gemeindegliederung
Das Gemeindegebiet umfasst folgende sieben Ortschaften (Einwohnerzahl Stand 1. Jänner 2024):
- Einach (230)
- Paal (130)
- Predlitz (353)
- Sonnberg (78)
- Stadl an der Mur (404)
- Steindorf (339)
- Turrach (121)

Die Gemeinde besteht aus drei Katastralgemeinden (Fläche Stand 31. Dezember 2023):
- Einach (2.328,58 ha)
- Predlitz (12.699,03 ha)
- Stadl (10.682,47 ha)

### Nachbargemeinden
Die Gemeinde grenzt an eine steirische, drei Salzburger und sechs Kärntner Gemeinden (TA = Bezirk Tamsweg, SV = Bezirk Sankt Veit an der Glan, FE = Bezirk Feldkirchen, SP = Bezirk Spittal an der Drau).
| Ramingstein (TA)      | Tamsweg (TA)                                | Sankt Georgen am Kreischberg     |
| Thomatal (TA)         | Kompassrose, die auf Nachbargemeinden zeigt | Metnitz (SV) Glödnitz (SV)       |
| Krems in Kärnten (SP) | Reichenau (FE)                              | Deutsch-Griffen (SV) Albeck (FE) |

### Eingemeindungen
- 1969 wurden die selbständigen Gemeinden Einach und Predlitz zur Gemeinde Predlitz-Turrach vereinigt.
- 2015 wurden die Gemeinden Stadl an der Mur und Predlitz-Turrach zur neuen Gemeinde Stadl-Predlitz vereinigt.

## Geschichte
Eine frühe Besiedlung des Gebietes zeigt der Fund eines Keiles aus pyrithältigem Serpentin aus der Jungsteinzeit.
Die Gründung des Ortes Predlitz geht in das 6. Jahrhundert zurück, als Slawen im Murtal siedelten. Der Name Predlitz stammt vom slawischen Wort für Pass oder Wasserscheide.
Im Jahr 1599 war Stadl eine Pfarre mit den vier Filialen Turrach, Predlitz, sowie Hollenstein und Romingstein in Salzburg.
1530 kaufte Wilhelm von Moosheim dem Gurker Kollegialstift in Friesach Gründe ab und begann mit dem Bau von Schloss Goppelsbach. Dieses wurde 1595 durch Seifried von Moosheim fertiggestellt. 2005 erwarb der ehemalige dritte Präsident des österreichischen Nationalrates Thomas Prinzhorn das Schloss und den dazugehörigen 800 Hektar großen Wald.

## Kultur und Sehenswürdigkeiten

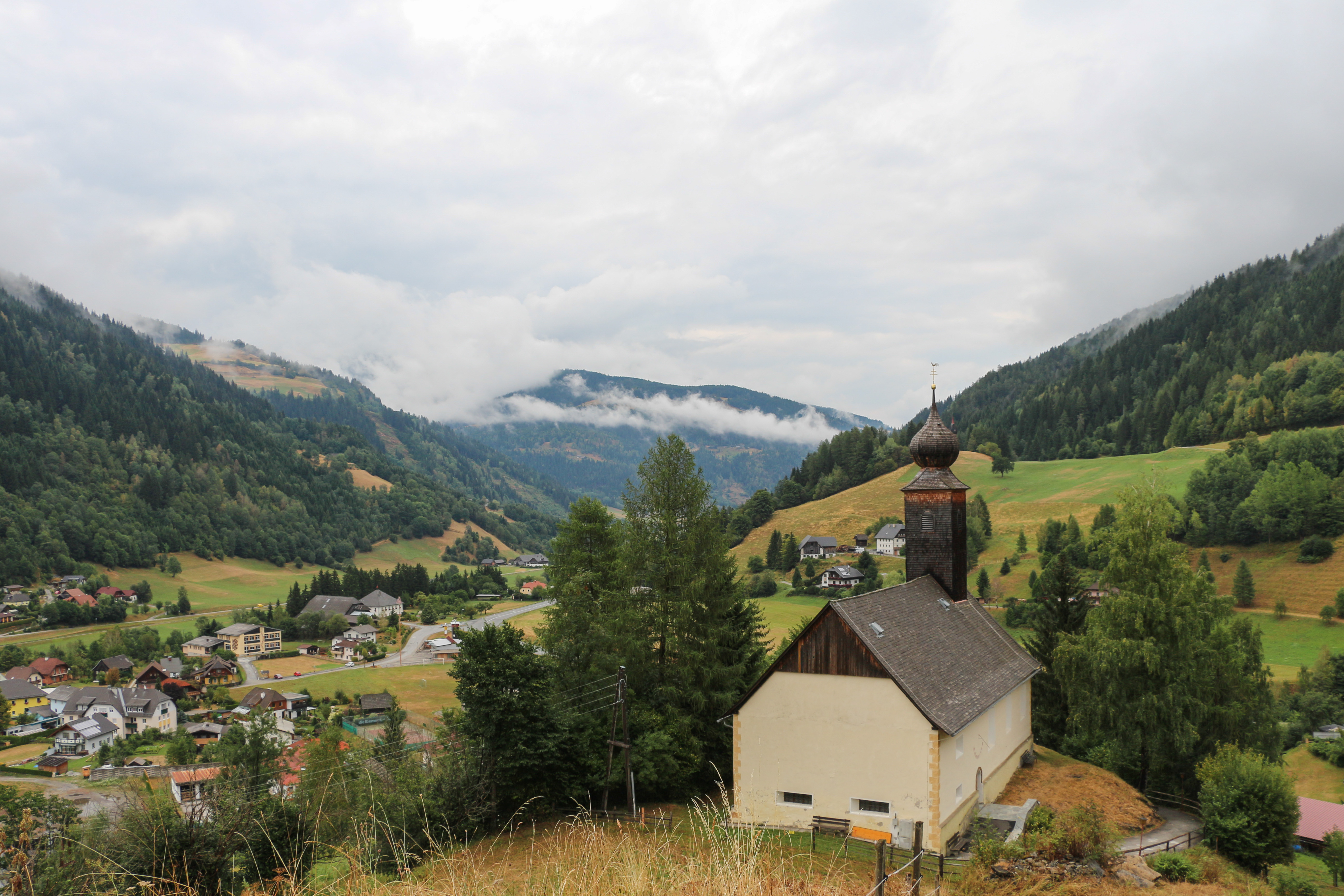
Pfarrkirche Predlitz

- Katholische Pfarrkirche Predlitz hll. Primus und Felizian
- Katholische Pfarrkirche Stadl an der Mur hl. Johannes der Täufer
- Katholische Pfarrkirche Turrach hl. Josef
- Schloss Goppelsbach
- Erzröste Turrach

## Wirtschaft und Infrastruktur

### Wirtschaftssektoren
Die folgende Tabelle zeigt die Entwicklung der Anzahl der Betriebe und der Beschäftigten in den Wirtschaftssektoren:
| Wirtschaftssektor            | Anzahl Betriebe | Anzahl Betriebe | Anzahl Betriebe | Erwerbstätige | Erwerbstätige | Erwerbstätige |
| Wirtschaftssektor            | 2021            | 2011            | 2001            | 2021          | 2011          | 2001          |
| ---------------------------- | --------------- | --------------- | --------------- | ------------- | ------------- | ------------- |
| Land- und Forstwirtschaft 1) | 68              | -               | -               | 122           | 117           | 113           |
| Produktion                   | 27              | 25              | 16              | 101           | 85            | 91            |
| Dienstleistung               | 95              | 93              | 76              | 331           | 315           | 337           |

1) Betriebe mit Fläche in den Jahren 2010 und 1999, Arbeitsstätten im Jahr 2021

### Tourismus
Die Anzahl der Übernachtungen stieg von 160.000 im Jahr 2011 auf 245.000 im Jahr 2019. Dabei entfallen etwa gleich viel auf die Sommer- wie die Wintersaison.

### Verkehr
- Straße: In Predlitz zweigt die Murauer Straße (B 97), die dem Murtal talabwärts folgt, von der Turracher Straße (B 95) ab, die von der Turracher Höhe kommend, weiter Richtung Tamsweg durch das obere Murtal verläuft.
- Eisenbahn: Die Murtalbahn bedient im Gemeindegebiet die Haltestellen Hagendorf, Stadl an der Mur, Einach, Predlitz-Pichl und Predlitz-Turrach. Diese bietet alle zwei Stunden eine Verbindung nach Unzmarkt zur Rudolfsbahn.[14]
- Rad: Durch das Gemeindegebiet verläuft die 2. Etappe vom Murradweg R2.[15]

## Politik

### Gemeinderat
Der Gemeinderat hat 15 Mitglieder.
- Mit den Gemeinderatswahlen in der Steiermark 2015 hatte der Gemeinderat folgende Verteilung: 6 SPÖ, 5 ÖVP und 4 FPÖ.[16]
- Mit den Gemeinderatswahlen in der Steiermark 2020 hatte der Gemeinderat folgende Verteilung: 7 ÖVP, 6 SPÖ und 2 FPÖ.[17]
- Mit den Gemeinderatswahlen in der Steiermark 2025 hat der Gemeinderat folgende Verteilung: 7 ÖVP, 5 SPÖ und 3 FPÖ.[18]

### Bürgermeister
- 2015 Regierungskommissär Erich Moser
- 2015–2020 Johannes Rauter (ÖVP)[19]
- 2020–2025 Wolfgang Schlick (SPÖ)[19]
- seit 2025 Johannes Rauter (ÖVP)[20]

### Wappen

Wappen der Vorgängergemeinden
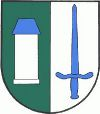
Stadl an der Mur
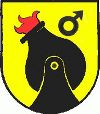
Predlitz-Turrach

Die Verleihung des Gemeindewappens erfolgte mit Wirkung vom 10. Jänner 2016.

Die Blasonierung (Wappenbeschreibung) lautet:
„In schrägrechts geteiltem Schild vorne in Silber eine schwarze, in ihrem Lager schrägrechts geschwenkte Bessemerbirne mit drei aus der Mündung schlagenden roten Flammen, hinten in Grün ein silberner bedachter und fensterloser Salzstadl, belegt mit einem pfahlweise gestellten blauen Schwert.“
Im neuen Wappen wurden die Darstellungen der beiden Wappen der Altgemeinden Predlitz-Turrach und Stadl an der Mur im Wesentlichen übernommen und somit ein optimal gelungenes „Symbol der Zusammengehörigkeit“ geschaffen.

## Persönlichkeiten
- Erich Moser (* 1948), ehemaliger Bürgermeister von Stadl an der Mur und Bundesrat